# 24小時觸目驚心
《24小時觸目驚心》（英語：24 Hour Psycho）是一部由英國藝術家道格拉斯·戈登於1993年創作的裝置藝術。戈登把希治閣的恐怖電影《觸目驚心》以每秒兩幀的速度重新播放，使得原來片長109分鐘的電影變成1440分鐘，即整整24小時。戈登解釋此作的用意是「讓觀者從眼前所見的事物引發腦海中回憶，來探索想像與回憶共同編織成的視覺記憶」，因事情在過去一段時間後，印象也會漸漸模糊起來。

## 另見
- 失眠的解藥

## 資料來源
1. ↑  Lee, Nathan. . The New York Times. 11 June 2006  [16 November 2009]. （原始内容存档于2015-11-18）.
2. ↑  . The Guardian.   [16 November 2009]. （原始内容存档于2013-06-10）.